# Traci Abbott
Traci Abbott este un personaj fictiv din serialul Tânăr și neliniștit de la CBS.         